# ŽRK Radnički Kragujevac
Dernière mise à jour : nov. 2014.
Ne pas confondre avec le FK Radnički 1923 (section de football), le OK Radnički Kragujevac (section de volley-ball) ou le ŽRK Radnički Belgrade (autre club de handball de Belgrade).
Le ŽRK Radnički Kragujevac (en serbe : Ženski Rukometni Klub Radnički Kragujevac) est un club féminin de handball basé à Kragujevac en Serbie.

## Palmarès
- Champion de Serbie en 2014 et 2015

## Joueuses majeures
- Ivana Milošević (depuis 2013)
- Jovana Risović (2013-2016)